# 5146 Мойва
5146 Мойва (5146 Moiwa) — астероїд головного поясу, відкритий 28 січня 1992 року.
Тіссеранів параметр щодо Юпітера — 3,290.